# Bosco Frontán
Silvio Bosco Frontán Vega (Paysandú, Paysandú, Uruguay, 24 de marzo de 1984) es un futbolista uruguayo. Juega de extremo izquierdo, extremo derecho, y centrodelantero.
Actualmente se encuentra en el Rocha Fútbol Club de la Segunda División de Uruguay.

## Trayectoria
Sus primeros clubes fueron Paysandú Bella Vista y Paysandú en las inferiores. Luego pasó por Platense de Argentina, debutando con este en la primera división. Lugo de esto Frontán jugó en varios cuadros del fútbol mexicano: Querétaro, Atlético Celaya, Sinaloa, Tampico Madero y La Piedad. En 2010 vuelve a Uruguay para jugar en Peñarol, consiguiendo el Campeonato Uruguayo número 48 de la institución. En la temporada siguiente fue cedido a Cerro para luego quedar libre y fichar por Bella Vista. En septiembre de 2012 ficha por el club Universitario de Sucre de Bolivia, posteriormente en 2013 firma por el FBC Melgar de Perú. A inicios de 2014 se conoce el interés del Deportivo Pasto de Colombia, por lo cual ficha con este.

## Clubes

### Estadísticas
| Club                   | País      | Año             | Partidos | Goles | Asistencias | Promedio |
| ---------------------- | --------- | --------------- | -------- | ----- | ----------- | -------- |
| Platense               | Argentina | 2001 - 2002     | ?        | ?     | ?           | ?        |
| Paysandú Bella Vista   | Uruguay   | 2002 - 2005     | 11       | 8     | ?           | 0,72     |
| Querétaro              | México    | 2006            | 17       | 3     | ?           | 0,17     |
| Atlético Celaya        | México    | 2007            | 13       | 5     | ?           | 0,38     |
| Sinaloa                | México    | 2007            | 13       | 3     | ?           | 0,23     |
| Querétaro              | México    | 2008            | 18       | 3     | ?           | 0,16     |
| Tampico Madero         | México    | 2008 - 2009     | 29       | 13    | ?           | 0,44     |
| La Piedad              | México    | 2009            | 14       | 8     | ?           | 0,57     |
| Peñarol                | Uruguay   | 2010            | 8        | 1     | 1           | 0,25     |
| Cerro                  | Uruguay   | 2010 - 2011     | 21       | 1     | 1           | 0,09     |
| Bella Vista            | Uruguay   | 2011 - 2012     | 20       | 2     | 1           | 0,15     |
| Universitario de Sucre | Bolivia   | 2012            | 14       | 7     | ?           | 0,50     |
| FBC Melgar             | Perú      | 2013            | 35       | 7     | 5           | 0,34     |
| Deportivo Pasto        | Colombia  | 2014            | 22       | 7     | 0           | 0,31     |
| Rocha Fútbol Club      | Uruguay   | 2015 - Presente | 17       | 4     | 0           | 0,23     |
| Total                  |           | 2001 - 2018     | 252      | 72    | 8           | 0,31     |

- Actualizado el 30 de julio de 2018.

## Títulos
| Título              | Club    | País    | Año     |
| ------------------- | ------- | ------- | ------- |
| Campeonato Uruguayo | Peñarol | Uruguay | 2009-10 |